# Nottingham Caesars
I Nottingham Caesars sono una squadra di football americano di Nottingham, in Gran Bretagna. Fondati nel 1984 come squadra giovanile e nel 1992 come squadra senior, hanno disputato un Britbowl.

## Dettaglio stagioni

### Tornei nazionali

#### Campionato

##### BAFA NL Premiership
| Stagione | regular season | regular season | regular season | regular season | regular season | regular season | playoff | playoff | playoff | playoff | playoff | playoff   | playoff    |
|          | Vin            | Par            | Per            | Tot            | PF             | PS             | Vin     | Per     | Tot     | PF      | PS      | risultato | avversaria |
| -------- | -------------- | -------------- | -------------- | -------------- | -------------- | -------------- | ------- | ------- | ------- | ------- | ------- | --------- | ---------- |
| 2014     | 1              | 0              | 8              | 9              | 46             | 297            | -       | -       | -       | -       | -       | -         | -          |
| Totale   | 1              | 0              | 8              | 9              | 46             | 297            | -       | -       | -       | -       | -       |           |            |

Fonti: Enciclopedia del Football - A cura di Massimo Mezzetti

##### BAFA NL Division One
| Stagione | regular season | regular season | regular season | regular season | regular season | regular season | playoff | playoff | playoff | playoff | playoff | playoff          | playoff          |
|          | Vin            | Par            | Per            | Tot            | PF             | PS             | Vin     | Per     | Tot     | PF      | PS      | risultato        | avversaria       |
| -------- | -------------- | -------------- | -------------- | -------------- | -------------- | -------------- | ------- | ------- | ------- | ------- | ------- | ---------------- | ---------------- |
| 2015     | 4              | 1              | 5              | 10             | 177            | 227            | -       | -       | -       | -       | -       | -                | -                |
| 2016     | 6              | 0              | 4              | 10             | 181            | 202            | 0       | 1       | 1       | 6       | 22      | Quarti di finale | Edinburgh Wolves |
| 2017     | 7              | 0              | 3              | 10             | 159            | 169            | -       | -       | -       | -       | -       | -                | -                |
| 2018     | 4              | 0              | 6              | 10             | 149            | 236            | -       | -       | -       | -       | -       | -                | -                |
| 2022     | 7              | 0              | 3              | 10             | 302            | 209            | -       | -       | -       | -       | -       | -                | -                |
| Totale   | 28             | 1              | 21             | 50             | 968            | 1043           | 0       | 1       | 1       | 6       | 22      |                  |                  |

Fonti: Enciclopedia del Football - A cura di Massimo Mezzetti

### Riepilogo fasi finali disputate
| Anno          | Luogo | Evento               | Fase del torneo  | Incontro                              | Risultato |
| 7 agosto 2016 |       | BAFA NL Division One | Quarti di finale | Edinburgh Wolves - Nottingham Caesars | 22 - 6    |